# Medinilla benguetensis
Medinilla benguetensis är en tvåhjärtbladig växtart som beskrevs av Adolph Daniel Edward Elmer. Medinilla benguetensis ingår i släktet Medinilla och familjen Melastomataceae. Inga underarter finns listade i Catalogue of Life.